# Brougham (Cumbria)
Pour les articles homonymes, voir Brougham.
Brougham est un village et une paroisse civile de Cumbria, situé dans le nord-ouest de l'Angleterre. 

## Patrimoine
- Manoir de Brougham Hall.